# 反重力赛车2097
《反重力赛车2097》是一个由Psygnosis公司于1996年制作和发行的电子竞速游戏。本游戏是《反重力赛车》系列游戏的第二部作品。相比于首部作品的2052年，本游戏中的时间为四十多年之后。本游戏最初于1996年在PlayStation发行，之后于1997年在Windows和世嘉土星发行。
本游戏引入了新的碰撞界面，多种新的武器和赛道。
本游戏收到普遍正面的评价。IGN将本游戏列为2002年第13大PlayStation最佳游戏。